# NGC 2832
NGC 2832 este o interacting galaxies⁠(d) situată în constelația Linxul. A fost descoperită în 13 martie 1850 de către William Parsons, 3rd Earl of Rosse⁠(d). Se află la o distanță de 98,5 de megaparseci de Pământ.